# Miklušovce
Miklušovce est un village de Slovaquie situé dans la région de Prešov.

## Histoire
Première mention écrite du village en 1330.

## Démographie

### Évolution de la population
| Année:               | 1994. | 2004.   | 2014. | 2024.    |
| -------------------- | ----- | ------- | ----- | -------- |
| Nombre de personnes: | 331   | 340     | 323   | 289      |
| Différence:          |       | +2,71 % | -5 %  | -10,52 % |

| Année:               | 2023. | 2024.   |
| -------------------- | ----- | ------- |
| Nombre de personnes: | 287   | 289     |
| Différence:          |       | +0,69 % |